# دونده برهنه
دونده برهنه (به انگلیسی: The Naked Runner) یک فیلم سینمایی جاسوسی بریتانیایی به کارگردانی سیدنی جی. فیوری و با بازی فرانک سیناترا، پیتر وان و ادوارد فاکس محصول سال ۱۹۶۷ است.

## داستان
سام لاکر (سیناترا) یکی از کارمندان سابق دفتر خدمات استراتژیک جنگ جهانی دوم است در حالی که در یک کنفرانس تجاری در لایپزیگ شرکت می‌کند، برای انجام مأموریت توسط افسر فرمانده سابق خود جذب می‌شود. برای اطمینان از همکاری او، پسرش ربوده می‌شود.

## بازیگران
- فرانک سیناترا در نقش سام لیکر
- پیتر وان در نقش مارتین اسلاتر
- درن نزبیت در نقش سرهنگ هارتمن
- نادیا گری در نقش کارن گیزویوس
- توبی رابینز در نقش روت
- اینگر استراتوندر نقش آنا
- سیریل لاکهام در نقش وزیر کابینه
- ادوارد فاکس در نقش ریچی جکسون
- جاب دوبین-بهرماندر نقش یوسف

به فرانک سیناترا ۱ میلیون دلار دستمزد پرداخت شد.